# Léonora Miano
Léonora Miano, född 1973 i Douala i Kamerun, är en fransk-kamerunsk författare. Som 18-åring kom hon till Paris. Hon har gett ut ett flertal romaner, däribland Nattens inre (L'interieur de la nuit, 2005), som skildrar ett brutalt inbördeskrig i det fiktiva landet Mboasu.

## Böcker i svensk översättning
- Nattens inre (L'interieur de la nuit) (översättning Marianne Tufvesson, Sekwa, 2007)
- Konturer av den dag som nalkas (Contours du jour qui vient) (översättning Marianne Tufvesson, Sekwa, 2008)
- Sorgsna själar (Ces âmes chagrines) (översättning Marianne Tufvesson, Sekwa, 2013)
- Skuggans årstid (La saison de l'ombre) (översättning Marianne Tufvesson, Celanders förlag, 2016)

## Priser och utmärkelser
- Prix Goncourt des lycéens 2006 för Contours du jour qui vient
- Prix Montalembert du premier roman de femme 2006 för Nattens inre
- Grand prix littéraire d'Afrique noire 2011 för Blues pour l’Afrique och Ces âmes chagrines